# آنگولا (سانسکریت)
آنگولا (از سانسکریت: अङ्गुल aṅgula - اندازه عرض یک انگشت.)

## آنگولا
پیمانه ای است برابر با هشت ذرت جو. اعتقاد بر این است که یک Aṅgula در دوره Maurya تقریباً برابر با ۱٫۷۶۳ سانتی‌متر است.

## تمدن هاراپا
ایده‌های اندازه‌شناسی هاراپا تقریباً بدون تغییر از تمدن هاراپا به تمدن گنگ منتقل شده‌است.
در Āgamas هندو، اندازه یک آنگولا به‌طور قابل توجهی بزرگتر است –  «طول انگشت میانی [ فالانژ ] انگشت میانی»، (حدود ۴٫۵ سانتی‌متر)، اما نسبت‌ها با واحدهای بزرگتر بدون تغییر باقی می‌مانند.